# Le Temps des bombes
Le Temps des bombes est une série de bande dessinée créée par Emmanuel Moynot (scénario et dessins, sauf tome 3, co-scénarisé par Dieter) et Johanna Schipper (couleurs).

## Résumé
Le Temps des bombes se situe en France à la fin du XIXe siècle. Augustin, jeune fils d'un riche bourgeois breton, s'enfuit à Paris, croyant avoir laissé son père pour mort à la suite d'une querelle qui a mal tourné. Il s'y lie à un groupe d'anarchistes avec lesquels il édite un journal puis participe à une série d'attentats violents. Après quelques ennuis avec la justice, Augustin récupère une propriété familiale, dans laquelle il tente avec ses camarades de fonder un phalanstère organisé selon les principes de leur idéologie anarchiste.

## Publication
Initialement paru en plusieurs tomes couleurs format classique chez Dargaud à partir de 1992, la série a fait l'objet d'une réédition intégrale en un volume noir et blanc et petit format chez Delcourt en 2000, puis d'une nouvelle édition en couleur chez Casterman en 2014.

### Albums
- Tome 1 : Au nom du père, Dargaud, 1992
- Tome 2 : L'Esprit de révolte, Dargaud, 1993
- Tome 3 : Le Fils perdu, Dargaud, 1994
- Édition intégrale (2000), coll. Encrages, Delcourt, 2000,  (ISBN 2-84055-510-7)
- Édition intégrale (2014), Casterman, 2014,  (ISBN 978-2-20308-428-5)